# Drohobych
Drohobych (tiếng Ukraina: Дрогобич) là một thành phố của Ukraina. Thành phố này thuộc tỉnh Lviv. Thành phố này có diện tích ? km2, dân số theo điều tra dân số năm là 79119 người.